# Menneskejægeren
 Ikke at forveksle med Menneskejægere.
Menneskejægeren (originaltitel: The Man Hunter) er en amerikansk stumfilm fra 1919 instrueret af Frank Lloyd.

## Medvirkende
- William Farnum som George Arnold
- Louise Lovely som Helen Garfield
- Charles Clary som Henry Benton
- Marc B. Robbins som Joseph Carlin
- Leatrice Joy som Florence